# Ivan Krajačić
Ivan Krajačić zvani Stevo (Poljane kraj Nove Gradiške, 29. kolovoza 1906. – Zagreb, 10. rujna 1986.) bio je prijeratni hrvatski komunist, časnik republikanske vojske u Španjolskom građanskom ratu, važni agent sovjetske tajne službe, prvi načelnik hrvatske Ozne (1944.-1946.), zatim ministar unutrašnjih poslova NR Hrvatske (1946. - 1953.), te predsjednik Sabora SR Hrvatske od 1963. do 1967. godine. Dugogodišnji najpovjerljiviji osobni prijatelj i suradnik Josipa Broza Tita.

## Životopis
Rođen je 29. kolovoza 1906. godine u Poljani, Nova Gradiška, današnja Hrvatska. Još u djetinjstvu, kao najstarije dijete u veoma brojnoj obitelji, osjetio je siromaštvo. Kada se 1922. god. nije uspio zaposliti u svojem kraju, odlazi na rad u rudnik Lešljani u Bosni. Pokazao je ondje interes za tehnička postrojenja, pa mu je omogućeno da uči zanat; krajem 1925. godine je i završio zanat za alatnog mehaničara- 1926. godine položio je ispit za ložača i strojara stabilnih strojeva. Uključuje se već u to vrijeme u omladinski i radnički pokret.
Godine 1927. odlazi na odsluženje vojnog roka. Vojsku služi u Glavnoj auto-komandi u Beogradu. Zbog čitanja opozicijskog tiska među vojnicima i pisanja prvosvibanjskih parola na logorovanju, bio je nekoliko puta disciplinski kažnjen.
Nakon odsluženja vojnog roka, 1928. godine, došao je u Zagreb, gdje se zaposlio u radionici Jugoslavenskih državnih željeznica. Iste godine upoznaje Josipa Broza, tada političkog tajnika Mjesnog komiteta KPJ za Zagreb, i biva impresioniran njegovim držanjem istinskog komunista na poznatom "bombaškom procesu".
Od početka apsolutističke diktature jugoslavenskoga kralja Aleksandra I. Karađorđevića, 6. siječnja 1929. godine, sudjeluje u akcijama koje članovi KPJ i SKOJ-a poduzimaju u Željezničkoj radionici. 1931. godine je Ivan Krajačić primljen u SKOJ. Početkom 1933. godine, Krajačić je uhićen i podvrgnut policijskoj torturi. Zbog nedostatka dokaza, nakon dvadesetjednog dana u istražnom zatvoru, pušten je na slobodu. Zbog dobrog držanja pred policijom, odmah nakon izlaska iz zatvora primljen je u Komunističku partiju. Tada dobiva i konspirativno ime Stevo. Pošto je postao poznati aktivist u radničkom pokretu, Ivan Krajačić se ubrzo našao na policijskom popisu. Kada je, u proljeće 1934. godine, tajnik radioničkog komiteta KPJ Vajgant prigodom uhićenja ubijen, na njegovo mjesto dolazi Ivan Krajačić. Iste godine uključen je u Mjesni komitet KPJ za Zagreb, a sljedeće, 1935. godine, Ivan Krajačić uključen je u Pokrajinski komitet KPJ za Hrvatsku.
Kao član Mjesnog i Pokrajinskog komiteta, Ivan Krajačić zauzima istaknuto mjesto u radničkom pokretu, u Zagrebu i u Hrvatskoj. Zbog velikih izdaja u ilegalnoj organizaciji, 1936. godine, po odluci PK KPJ za Hrvatsku, bio je određen za školovanje u Sovjetskom Savezu. Kada iste godine počinje u Španjolskoj građanski rat, odlazi on dragovoljno u Španjolski da se uključi u komunističke internacionalne brigadam. Kao borac 13. međunarodne brigade, u bataljonu "Čapajev", ističe se kao primjeran borac, a naročito u bitci kod Teruela, gdje je krajem 1936. godine ranjen.
U Španjolskoj ostaje do 1939. godine, gdje za svoje zalaganje u borbi na raznim frontovima Španjolske napreduje do čina kapetana Republikanske armije. 
Makar je poznato da se školovao u Sovjetskom Savezu za obavještajca, nisu poznati detalji o trajanju niti čak lokaciji tog školovanja; također se ne znaju nikakvi detalji o njegovom djelovanju u španjolskoj republikanskoj vojsci.
Na frontovima Španjolske zalaže se za partijsku liniju koju je u Jugoslaviji provodio novi CK KPJ na čelu s Josipom Brozom Titom - ona je u to vrijeme uključivala zalaganje za razbijanje Jugoslavije u bliskoj suradnji sa Sovjetskim Savezom kojemu je na čelu Staljin, te za formiranje Hrvatske kao komunističke republike. Tu liniju Ivan Krajačić "provodi" i nakon napuštanja Španjolske, u logoru u Francuskoj, gdje je izabran za tajnika partijske organizacije jugoslavenskih komunista u logoru. Tu je ostao oko tri tjedna, kada, po partijskoj naredbi, s tuđom putovnicom napušta logor i ilegalno se vraća u Jugoslaviju "nastaviti partijski rad". Nakon povratka u zemlju, Krajačić se ponovno zaposlio u Zagrebu u ložionici Jugoslavenskih državnih željeznica. Tu nastavlja aktivnost kao "borac za radnička prava" i nesumnjivo kao agent sovjetske tajne službe - u vrijeme raspada Kraljevine Jugoslavije i osnivanja NDH osnovati će u Zagrebu mrežu od dvadesetak vojnih časnika (domobranskih i ustaških) koji će potom osiguravati informacije o djelovanju oružanih snaga NDH.

### Drugi svjetski rat
Prvi dani rata nakon sloma Kraljevine Jugoslavije zatekli su Ivana Krajačića u Zagrebu. Kao član CK KPH, ističe se u pripremama za podizanje ustanka.
U lipnju 1941. godine odlazi u Zemun, gdje organizira diverzantske akcije. U lipnju 1941. god. potkazuje njemačkom Gestapou generala sovjetskog NKVD-a Mustafu Golubića, koji je navodno namjeravao ubiti Krajačićevog osobnog prijatelja i tadašnjeg šefa Komunističke partije Jugoslavije Josipa Broza Tita koji se u to vrijeme - prije napada Njemačke na SSSR 22. kolovoza 1941. i u razdoblju dobre suradnje Moskve i Berlina - također nalazio u Beogradu, uz znanje njemačkih tajnih službi. Kako je Mustafa Golubić bio umiješan u pokušaju ubojstva jednog njemačkog generala na službi u Beogradu, Gestapo ga je ubio nakon vrlo brutalno mučenja.
Kasnije, po naređenju CK KPH, vraća se u Zagreb, gdje prima Partijske zadatke. Početkom 1942. godine u Zagreb, kao predstavnik Vrhovnog štaba NO partizanskih odreda Jugoslavije, dolazi Ivo Lola Ribar, donoseći Ivanu Krajačiću specijalne zadatke Vrhovnog štaba.  Te zadatke Krajačić je obavljao s mnogo uspjeha, surađujući s Ivom Lolom Ribarom. On se povezuje s pojedincima koji su u NDH zauzimali visoke položaje; organizira obavještajnu mrežu, koja je cijelog rata davala Vrhovnom štabu dragocjene podatke. Također se povezuje s osobama poznatim s područja kulturnog i javnog života, i uključuje ih u NOP. U vrijeme svog boravka u Zagrebu, Ivan Krajačić je postavljen na dužnost komandanta Druge operativne zone. Sredinom 1942. godine, Krajačić organizira, zajedno s Ivom Lolom Ribarom, prebacivanje dra Ivana Ribara na oslobođeni teritorij, gdje zajedno s njim i oni odlaze. Neposredno pošto je stigao na slobodni teritorij, Tito ga ponovno šalje u Zagreb, jer se pokazalo kako nema pogodnije osobnosti za tako složene zadatke kao što je bila obavještajna služba NOP-a u Zagrebu, koja je, zaslugom Krajačića, tada već bila obuhvatila sve rodove neprijateljske vojske.
Početkom rujna 1943. godine, kada mu je zaprijetila neposredna opasnost od uhićenja, Ivan Krajačić, po naređenju CK KPH, napušta Zagreb i odlazi u Otočac, gdje se u to vrijeme nalazio ZAVNOH i predsjednik AVNOJ-a dr. Ivan Ribar. Neposredno nakon dolaska Ivana Krajačića, ustaše su napale Otočac; zajedno s Jakovom Blaževićem organizira uspješnu obranu ZAVNOH-a. Ivan Krajačić, s nekoliko mladića iz straže ZAVNOH-a, krenuo je prema križanju za Senj, gdje je branio odstupnicu članovima i suradnicima ZAVNOH-a. Tada je teško ranjen, i tek u ranim jutarnjim satima pronašli su ga Jakov Blažević i Lazo Gabrić, pratitelj dra Ivana Ribara.
Godine 1944., na poziv CK KPJ i Tita, odlazi na Vis, kao organizacijski tajnik CK KPH, i na toj dužnosti se nalazio od jeseni 1943. godine. Na povratku s Visa, u blizini Vrginmosta srušio se zrakoplov u kojem se nalazio zajedno s Randolphom Churchilom i sovjetskom Vojnom misijom, te je tada teško ranjen.
U vrijeme NOB-a, Ivan Krajačić je izabran za člana AVNOJ-a na njegovom osnivanju, a na Drugom zasjedanju AVNOJ-a izabran je u njegovo Predsjedništvo. Također je, na Drugom zasjedanju ZAVNOH-a, izabran u Predsjedništvo ZAVNOH-a, a ujesen 1942. kooptiran je i u CK KPJ.
Josip Manolić tvrdi da Ivan Krajačić u svibnju 1945. godine spriječio ubojstvo nadbiskupa Alojzija Stepinca upozorivši ga da se na nekoliko dana sakrije nakon što je Josip Broz Tito - na sastanku u Beogradu kojem je među nekolicinom prisutnih sudjelovao i šef hrvatskih komunista Vladimir Bakarić - bio još prije ulaska Jugoslavenske Armije u Zagreb 1945. god. naredio da se nadbiskupa Stepinca ubije.

### Poslijeratna karijera
Nakon osnivanja OZN-e 1944. godine, postavljen je za njezinoga načelnika, a na toj se dužnosti nalazio i poslije rata, do ožujka 1946. godine, kada je, u činu generalpukovnika, preveden u priučuvu i postavljen za ministra unutarnjih poslova Hrvatske. Na toj se dužnosti nalazio do 1953. godine, od 1953. do 1963. godine bio je potpredsjednik Izvršnog vijeća Sabora Hrvatske i član Saveznog izvršnog vijeća, i predsjednik SUBNOR-a Hrvatske od 1959. do 1961. godine, a od 1963. do 1967. godine nalazi se na dužnosti predsjednika Sabora Hrvatske. Biran je za člana CK KPH na svim kongresima, i za člana CK SKJ na V, VI, VII i VIII kongresu. Godine 1968. podnio je ostavku u CK SKH, ali je do IX kongresa ostao član CK SKJ. Stalno je biran za člana Saveznog odbora SSRNJ i Glavnog odbora SSRNH. Član je Savjeta Federacije. Nositelj je Partizanske spomenice 1941., i mnogih visokih odlikovanja.
Narodnim herojem Jugoslavije proglašen je 23. srpnja 1952. godine.